# Cubo troncato
In geometria solida il cubo troncato (o esaedro troncato) è uno dei tredici poliedri archimedei, ottenuto troncando le cuspidi del cubo.
Ha 14 facce regolari, di cui 6 ottagoni e 8 triangoli, 36 spigoli e 24 vertici, in ciascuno dei quali concorrono due ottagoni e un triangolo.

## Area e volume
L'area A e il volume V di un cubo troncato i cui spigoli hanno lunghezza a sono le seguenti:
{\displaystyle (12+12{\sqrt {2}}+2{\sqrt {3}})a^{2},}
{\displaystyle (7+{\begin{matrix}{14 \over 3}\end{matrix}}{\sqrt {2}})a^{3}.}

## Esempi

Rotazione completa di un cubo troncato

## Dualità
Il poliedro duale del cubo troncato è il (piccolo) triacisottaedro.

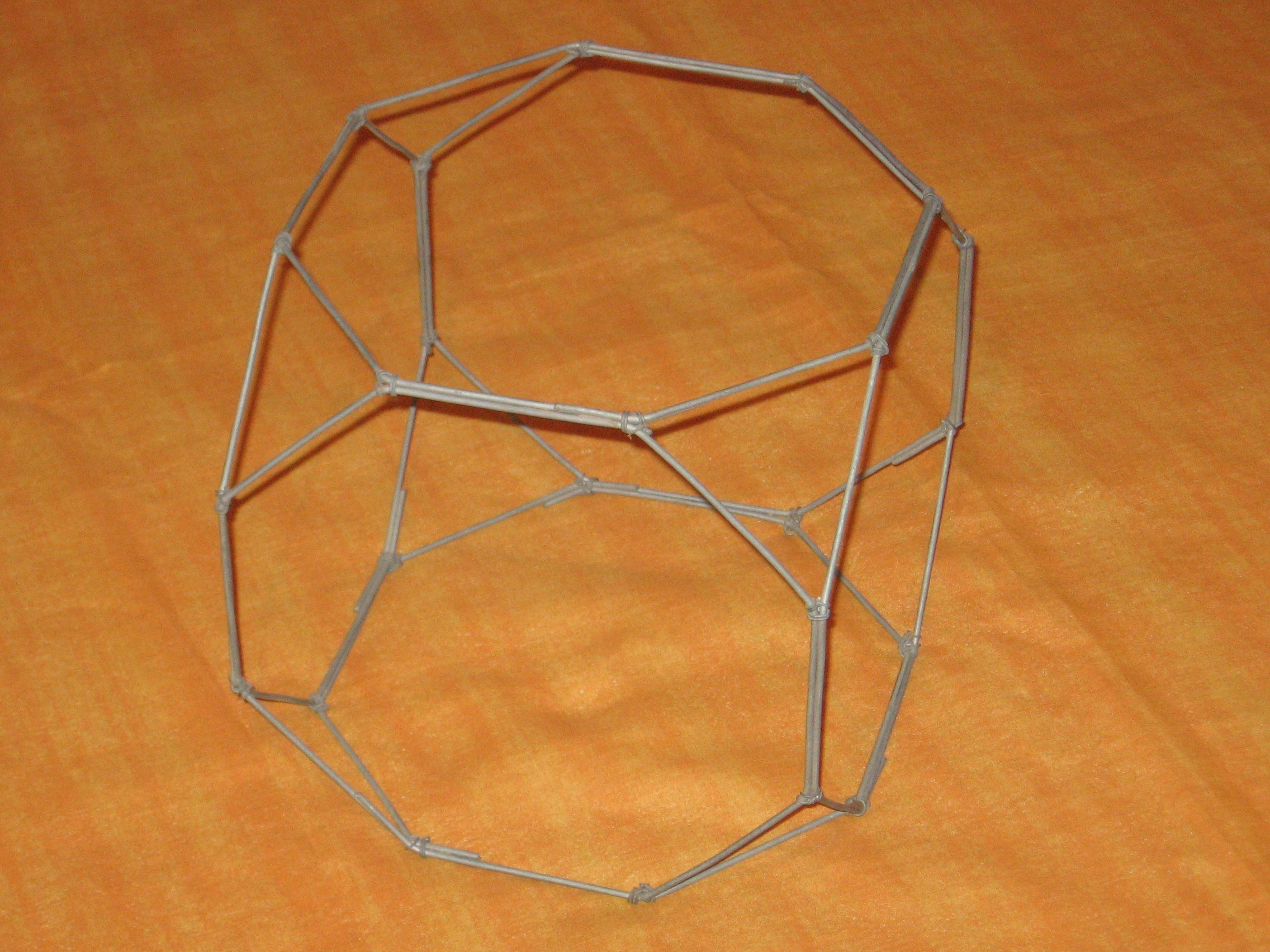
Cubo troncato

## Simmetrie
Il gruppo delle simmetrie del cubo troncato ha 48 elementi; il gruppo delle simmetrie che preservano l'orientamento è il gruppo ottaedrale {\displaystyle O\cong S_{4}}. Sono gli stessi gruppi di simmetria del cubo e dell'ottaedro.

## Tassellatura
Il cubo troncato non tassella lo spazio da solo, ma è possibile tassellare lo spazio con cubi troncati e ottaedri aventi spigoli della stessa lunghezza.

## Legami con cubo e ottaedro
La seguente sequenza di poliedri illustra una transizione dal cubo all'ottaedro:
| cubo | cubo troncato | cubottaedro | ottaedro troncato | ottaedro |